# تقييد العبور مع كالينينغراد

منطقة كالينينغراد شبه المقفرة على خريطة روسيا (بقعة حمراء في الزاوية اليسرى العليا)

تقييد العبور مع كالينينغراد سلسلة من إجراءات الحظر على نقل البضائع العابرة عبر أراضي ليتوانيا بين شبه المعزل كالينينغراد في الاتحاد الروسي (يقع على طول الحدود بين بولندا وليتوانيا، وكلاهما عضو في الاتحاد الأوروبي وحلف شمال الأطلسي) وإقليم البر الرئيسي روسيا. امتد القيد ليشمل السلع الخاضعة للعقوبات فقط وبدأ في 18 يونيو 2022.

## التاريخ
تفاوضت روسيا وليتوانيا على نظام العبور المبسط إلى كالينينغراد في أواخر التسعينيات. في البداية ضغطت روسيا من أجل الحق في الحصول على ممر عسكري لكن ليتوانيا رأت أن هذه الفكرة غير مقبولة لأنها تنتهك سيادة البلاد. تم التوقيع على الاتفاقية وبدأت آلية العبور المبسطة في العمل في 1 يوليو 2003 مع ليتوانيا التي تنظم قواعد العبور بالكامل. عندما انضمت ليتوانيا إلى الاتحاد الأوروبي في عام 2004 انضمت أيضًا إلى السياسة المشتركة بشأن العقوبات الاقتصادية.

## الجدول الزمني

### يونيو
تم فرض التقييد في 18 يونيو 2022 كعقوبة تبعها غزو واسع النطاق لأوكرانيا من قبل القوات الروسية. من بين أمور أخرى توقف عبور الفحم والمعادن والأسمنت والخشب ومواد البناء ومنتجات التكنولوجيا الفائقة عن طريق النقل بالسكك الحديدية. قال حاكم منطقة كالينينغراد أنطون عليخانوف إن الحظر أثر على 40-50٪ من البضائع المنقولة بين المنطقة وبقية روسيا. في 21 يونيو وسعت ليتوانيا القيود على مركبات الشحن أيضًا.
ردا على ذلك بدأ الوفد الروسي في تهديد ليتوانيا علنا. قال أندري أركاديفيتش كليموف رئيس اللجنة المؤقتة لمجلس الاتحاد لحماية السيادة: إذا لم يقم الاتحاد الأوروبي «بتصحيح الوضع مع الحصار، فإنه سيطلق يد روسيا لحل هذه المشكلة بأي وسيلة».
أعربت روسيا عن احتجاج رسمي لليتوانيا.
في 22 يونيو ذكرت الولايات المتحدة أن التزام الناتو بالدفاع عن ليتوانيا «صارم».
وصرح ممثلو ليتوانيا بأنهم مستعدون لفك روسيا لها عن نظام الطاقة الإقليمي. في 24 يونيو قال رئيس ليتوانيا جيتاناس نوسيدا: لن يجرؤ الاتحاد الروسي على مهاجمة دولة عضو في الناتو.
في 29 يونيو اقترح رئيس لجنة الشؤون الدولية لمجلس الاتحاد الروسي فلاديمير دشاباروف أن روسيا يمكن أن تستخدم القوات العسكرية ضد ليتوانيا.
وفي وقت لاحق قال ممثلو ألمانيا إنهم دعوا ليتوانيا إلى السعي للتوصل إلى حل وسط من أجل «عدم استفزاز روسيا». وفقا لهم إذا لم يتم استعادة الطريق المعتاد للبضائع من الاتحاد الروسي إلى كالينينغراد عبر ليتوانيا فقد تستخدم موسكو القوة العسكرية.

### يوليو
في 11 يوليو وسعت ليتوانيا القيود المفروضة على عبور البضائع، وبدأت في التطبيق التدريجي للعقوبات التي أعلنها الاتحاد الأوروبي. وتضمنت القائمة مواد كيميائية صناعية من الخرسانة والخشب والكحول.
في 13 يوليو نشرت المفوضية الأوروبية شرحًا للدول الأعضاء بشأن عبور البضائع من روسيا إلى كالينينغراد، مؤكدة شرعية تصرفات ليتوانيا. صرحت وزارة خارجية ليتوانيا بأنها تتبع هذه التوصيات وستقوم بفحص جميع البضائع قدر الإمكان من أجل جعل من المستحيل على الاتحاد الروسي انتهاك شروط العقوبات.
في 23 يوليو أزالت ليتوانيا قيود عبور السكك الحديدية عن كالينينغراد.